# Porno alternativo

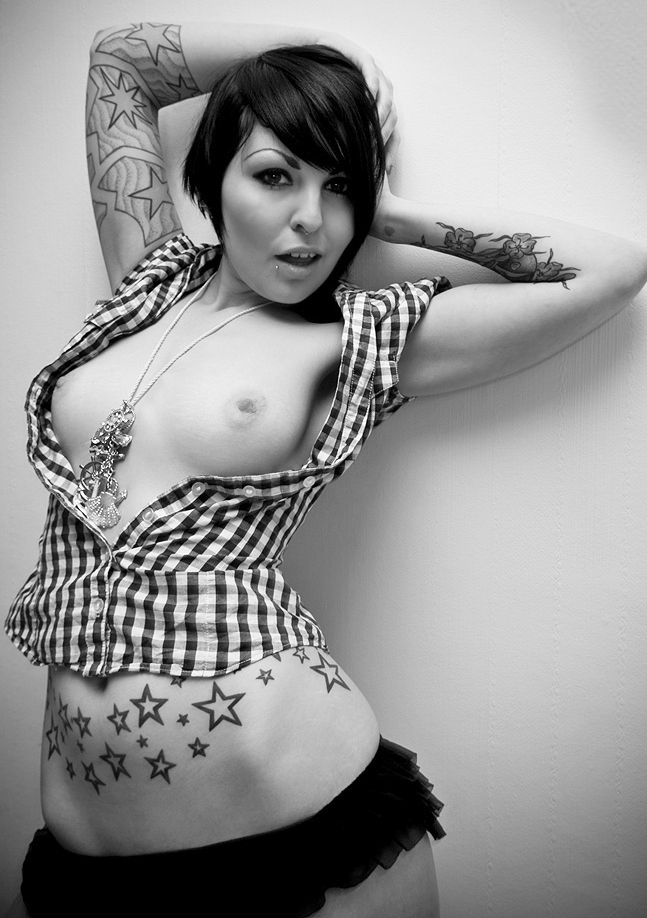
Suicide Girl modelo Akemi.

Alt porn (también conocido como alt-porn, alternaporn o simplemente alt) es la abreviatura de porno alternativo (del inglés «alternative pornography»). El altporn se caracteriza porque sus modelos pertenecen a subculturas como rockeros, metaleros, makineros, góticos, emos, punks, skinheads o ravers, y es producido por directores o pequeños estudios. Sus modelos suelen tener muchos tatuajes, piercings o escarificaciones, o al menos, modificaciones temporales, como el cabello teñido. En ocasiones, también se denomina indie porn al altporn, término que se utiliza para toda clase de pornografía independiente, la que funciona con términos comerciales más justos para los actores o la que intenta desmitificar los papeles masculino y femenino.

## Historia
Si bien la pornografía específicamente orientada a la subcultura no se planteó hasta los 90, algunos ven los trabajos de Gregory Dark, David Aaron Clark, Justice Howard, Michael Ninn, Antonio Passolini y Stephen Sayadian como los precursores del altporn.
The Cinema of Transgression o Richard Kern y Nick Zedd (así como el posterior trabajo fotográfico de Kern) pueden verse también como los primeros ejemplos de altporn.
El primer lugar dedicado a la «subcultura erótica» explícita fue Blue Blood, una revista a color que comenzó en 1992 y las modelos tenían aspecto gótico o cyberpunk. El mayor mercado para el altporn, sin embargo, ha sido Internet. Aparte de un pocos sitios web personales y efímeros, el primer sitio de altporn explícito era GothicSluts.com de Blue Blood, a comienzos de 1999; poco después le siguió Raverporn.net (más tarde llamada EroticBPM.com) en julio, y más tarde NakkidNerds en diciembre. SuicideGirls inició a finales de 2001; y ha crecido para volverse el sitio altporn más popular y lucrativo. Debido al éxito de SuicideGirls el número de sitios altporn ha aumentado mucho desde 2002. Además de los sitios mencionados, conocidos sitios web de altporn en operación desde mayo de 2007 incluyen Deviant Nation, Blue Blood's Barely Evil, Burning Angel y GodsGirls.
Los términos «alternative porn» y «alt porn» fueron acuñados a principios de 2000 en referencia a SuicideGirls, RaverPorn y sitios similares; proyectos de larga data, como Blue Blood, generalmente usan términos como «subcultura erótica».
Los sitios web de altporn a menudo se distinguen por el uso de foros, blogs y redes sociales; y otras características de la comunidad virtual que fomentan la participación de modelos y visitantes. Si bien estas características no son exclusivas de los sitios de altporn, los sitios de porno típicos tienden a presentar más o menos modelos anónimas que son vistas por visitantes anónimos.
Los videos de altporn están volviéndose un nicho creciente en el mercado de videos para adultos. El trabajo de los directores Stephen Sayadian y Gregory Dark durante los 80 y comienzo de los 90 tenía muchas características del posterior altporn y a menudo se citan como una influencia en el video altporn actual. En 2001, se produjeron dos videos amateurs con el título Technosex, con mujeres que participaron en escenas raves y una pista de música techno. Desde 2004, el director Eon McKai ha producido videos de altporn para VCA, y en 2006 firmó para Vivid Entertainment para producir videos con el sello Vivid-ALT. Vivid-ALT también firmó con los fotógrafos fetichistas Dave Naz y Octavio «Winkytiki» Arizala.

## Controversia
Muchos miembros de la comunidad altporn no están de acuerdo sobre la definición de altporn. Algunos lo consideran el aspecto de una cualidad estética; otros lo ven como una definición más ideológica. Esto incluye controversias sobre si los sitios y los videos de altporn deberían restringirse a fotografías pin-up de softcore o incluir más contenido hardcore de sexo explícito; si el altporn necesita ser explícitamente feminista o no; y si los sitios de altporn deberían presentar hombres y mujeres y una gama de tipos corporales y no solo mujeres jóvenes convencionalmente atractivas.
Dado que cada compañía pornográfica hace su labor y trata a su modelos diferente, es difícil definirla sobre una base ideológica, aunque algunos consideran que la libertad de las modelos para hablar al mismo tiempo de la industria, de sus empleadores y de agendas políticas son una parte vital de la comunidad de altporn. Suicide Girls ha sido criticado por restringir la capacidad de sus empleados para hacer comentarios públicos de este tipo. Esto ha llevado a grandes desencuentros públicos entre las propietarias y propietarios de SuicideGirls y varias antiguas modelos, y a debates mayores como el de si el porno alternativo era inherentemente más empoderador que el porno de la corriente dominante.